# Liste der Gouverneure von Hokkaidō
Die Liste der Gouverneure von Hokkaidō enthält alle Gouverneure der Präfektur Hokkaidō seit 1947 sowie außerdem die Leiter der „Hokkaidō-Behörde“ (Hokkaidō-chō; nicht zu verwechseln mit dem heutigen Gebäude der Präfekturwaltung oder der Behörde für die Entwicklung Hokkaidōs der Zentralregierung in der Nachkriegszeit) von 1886 bis 1947.

## Gewählte Gouverneure von Hokkaidō seit 1947
| #                                       | Name               | Amtszeit                      | Herkunft | Partei(en)                                     |
| --------------------------------------- | ------------------ | ----------------------------- | -------- | ---------------------------------------------- |
| Gouverneure von Hokkaidō Hokkaidō chiji |                    |                               |          |                                                |
| 1                                       | Toshibumi Tanaka   | 21. Apr. 1947 – 1951          | Aomori   | Unabhängiger (Wahlunterstützung durch die SPJ) |
| 1                                       | Toshibumi Tanaka   | 1951 – 1955                   | Aomori   | SPJ                                            |
| 1                                       | Toshibumi Tanaka   | 1955 – 22. Apr. 1959          | Aomori   | SPJ                                            |
| 2                                       | Kingo Machimura    | 23. Apr. 1959 – 1963          | Hokkaidō | LDP                                            |
| 2                                       | Kingo Machimura    | 1963 – 1967                   | Hokkaidō | LDP                                            |
| 2                                       | Kingo Machimura    | 1967 – 22. Apr. 1971          | Hokkaidō | LDP                                            |
| 3                                       | Naohiro Dōgakinai  | 23. Apr. 1971 – 1975          | Hokkaidō | LDP                                            |
| 3                                       | Naohiro Dōgakinai  | 1975 – 1979                   | Hokkaidō | LDP                                            |
| 3                                       | Naohiro Dōgakinai  | 1979 – 22. Apr. 1983          | Hokkaidō | LDP                                            |
| 4                                       | Takahiro Yokomichi | 23. Apr. 1983 – 1987          | Hokkaidō | SPJ                                            |
| 4                                       | Takahiro Yokomichi | 1987 – 1991                   | Hokkaidō | SPJ                                            |
| 4                                       | Takahiro Yokomichi | 1991 – 22. Apr. 1995          | Hokkaidō | SPJ                                            |
| 5                                       | Tatsuya Hori       | 23. Apr. 1995 – 1999          | Karafuto | Unabhängiger (NFP, SPJ, Kōmei, Ex-DSP)         |
| 5                                       | Tatsuya Hori       | Apr. 1999 – 22. Apr. 2003     | Karafuto | Unabhängiger (LDP, DPJ, LP, SDP, Kōmeitō)      |
| 6                                       | Harumi Takahashi   | 23. Apr. 2003 – 22. Apr. 2007 | Toyama   | Unabhängige (LDP, Kōmeitō, NKP)                |
| 6                                       | Harumi Takahashi   | 23. Apr. 2007 – 22. Apr. 2011 | Toyama   | Unabhängige (LDP, Kōmeitō)                     |
| 6                                       | Harumi Takahashi   | 23. Apr. 2011 – 22. Apr. 2015 | Toyama   | Unabhängige (LDP, Kōmeitō)                     |
| 6                                       | Harumi Takahashi   | 23. Apr. 2015 – 22. Apr. 2019 | Toyama   | Unabhängige (LDP, Kōmeitō)                     |
| 7                                       | Naomichi Suzuki    | 23. Apr. 2019 – 22. Apr. 2023 | Saitama  | Unabhängiger (LDP, Kōmeitō, Daichi)            |
| 7                                       | Naomichi Suzuki    | 23. Apr. 2023 –               | Saitama  | Unabhängiger (LDP, Kōmeitō, Daichi)            |

## Leiter der „Hokkaidō-Behörde“ 1886–1947
| Leiter der „Hokkaidō-Behörde“ Hokkaidōchō-chōkan |                     |           |
| 1                                                | Iwamura Michitoshi  | 1886–1888 |
| 2                                                | Nagayama Takeshirō  | 1888–1891 |
| 3                                                | Watanabe Chiaki     | 1891–1892 |
| 4                                                | Kitagaki Kunimichi  | 1892–1896 |
| 5                                                | Hara Yasutarō       | 1896–1897 |
| 6                                                | Yasuba Yasukazu     | 1897–1898 |
| 7                                                | Sugita Teiichi      | 1898      |
| 8                                                | Sonoda Yasukata     | 1898–1906 |
| 9                                                | Kawashima Atsushi   | 1906–1911 |
| 10                                               | Ishihara Kenzō      | 1911–1912 |
| 11                                               | Yamanouchi Kazuji   | 1912–1913 |
| 12                                               | Nakamura Junkurō    | 1913–1914 |
| 13                                               | Nishikubo Hiromichi | 1914–1915 |
| 14                                               | Tawara Magoichi     | 1915–1919 |
| 15                                               | Kasai Shin’ichi     | 1919–1921 |
| 16                                               | Miyao Shunji        | 1921–1923 |
| 17                                               | Toki Kahei          | 1923–1925 |
| 18                                               | Nakagawa Kenzō      | 1925–1927 |
| 19                                               | Sawada Ushimaro     | 1927–1929 |
| 20                                               | Ikeda Hideo         | 1929–1931 |
| 21                                               | Sagami Shin’ichi    | 1931–1936 |
| 22                                               | Ikeda Kiyoshi       | 1936–1937 |
| 23                                               | Ishiguro Hidehiko   | 1937–1938 |
| 24                                               | Nakarai Kiyoshi     | 1938–1939 |
| 25                                               | Totsuka Kuichirō    | 1939–1942 |
| 26                                               | Saka Chiaki         | 1942–1945 |
| 27                                               | Kumagai Ken’ichi    | 1945      |
| 28                                               | Mochinaga Yoshio    | 1945–1946 |
| 29                                               | Tomeoka Yukio       | 1946      |
| 30                                               | Masuda Kaneshichi   | 1946–1947 |
| 31                                               | Okada Kaneyoshi     | 1947      |